# フォースターデイヴハンデキャップ
フォースターデイヴハンデキャップ（Fourstardave Handicap）は、アメリカ合衆国のサラトガ競馬場にて開催される競馬の競走である。

## 概要
1985年にダリルズジョイステークス（Daryl's Joy Stakes）として創設され、1996年に現在のレース名に変更された。芝8ハロンで施行される。
グレード制では1988年から1999年までGIII、2000年から2015年まではGIIだったが、2016年よりGIに昇格された。

## 近年の勝ち馬
- 2025年 Deterministic
- 2024年 Carl Spackler
- 2023年	Casa Creed
- 2022年 Casa Creed
- 2021年 Got Stormy
- 2020年 Halladay
- 2019年 Got Stormy
- 2018年 Voodoo Song
- 2017年 World Approval
- 2016年 Tourist
- 2015年 Grand Arch
- 2014年 Seek Again
- 2013年 Wise Dan
- 2012年 Wise Dan
- 2011年 Sidney's Candy
- 2010年 Get Stormy
- 2009年 Justenuffhumor
- 2008年 Red Giant
- 2007年 Silver Tree
- 2006年 Remarkable News
- 2005年 Leroidesanimaux
- 2004年 Nothing to Lose
- 2003年 Trademark
- 2002年 Capsized
- 2001年 Dr. Kashnikow
- 2000年 Hap